# Бан (Јура)
Бан (фр. Bans) насеље је и општина у источној Француској у региону Франш-Конте, у департману Јура која припада префектури Доле.
По подацима из 2011. године у општини је живело 196 становника, а густина насељености је износила 50,0 становника/km². Општина се простире на површини од 3,92 km². Налази се на средњој надморској висини од 220 метара (максималној 246 m, а минималној 209 m).

## Демографија
| 1962. | 1968. | 1975. | 1982. | 1990. | 1999. | 2011. |
| ----- | ----- | ----- | ----- | ----- | ----- | ----- |
| 105   | 118   | 111   | 119   | 140   | 141   | 196   |

График промене броја становника у току последњих година